# Резня в Меже
Резня в Меже (алб. Masakra e Mejës, серб. Masakr u Meji) — массовое убийство более 340 косовских албанцев, осуществлённое сербскими полицейскими, силами Югославской армии и сербскими паравоенными формированиями. Расправы вероятно стали реакцией на убийство шести сербских полицейских членами Армии освобождения Косова. Убийства албанцев происходили 27 апреля 1999 года в деревне Межа около города Джяковица, во время Косовской войны. Мужчин выдёргивали из колонн беженцев на контрольно-пропускном пункте в Меже, отрывая их от своих семей, которым приказывали продолжать следовать в Албанию. Затем задержанных убивали возле дороги Резня в Меже считается крупнейшей в Косовской войне по количеству жертв.

## Предыстория
Межа — маленькая католическая деревня в Косове, расположенная в нескольких километрах к северо-западу от города Джяковица. 21 апреля 1999 года рядом с центром Межи, за неделю до массовых убийств, бойцы Армии освобождения Косова устроили засаду на полицейский автомобиль, в результате чего были убиты шестеро сербских полицейских, в том числе один офицер. По данным жителя деревни, опрошенного Human Rights Watch, полицейские прибыли в Межу на коричневом автомобиле Opel Ascona за несколько минут до инцидента и интересовались местонахождением членов АОК. Одного из убитых звали Милутином Прашевичем, который по показаниям ряда свидетелей был ответственным за этнические чистки, направленные против албанцев на этой территории.

## Расправы
Утром 27 апреля югославские правительственные войска без предупреждения напали на деревню Межа, обстреливая и поджигая дома. Сербские полицейские и паравоенные формирования, проникшие в село, заставляли жителей деревни собираться возле школы. От 100 до 150 мужчин в возрасте от 15 до 50 лет были отобраны из их числа силовиками. Позднее они были разбиты на группы по 20 человек и убиты выстрелом в голову. В то же время, ранним утром 27 апреля, югославские и сербские силы систематически изгоняли албанцев из их домов на территории между Джяковицей и Юником, расположенной у границы с Албанией. Они окружали деревни, заставляя их жителей покидать свои дома и двигаться вдоль дороги в сторону Албании. Часть беженцев использовала для этого трактора, остальные же перемещались пешком.
Колонны косовских албанцев были вынуждены идти в сторону Межи, где сербские полицейские, многие из которых скрывали свои лица с помощью чёрных балаклав, устроили контрольно-пропускной пункт. Там полицейские и военные систематически грабили беженцев, многих из которых избивали и угрожали им смертью, если те не желали расставаться со своими деньгами и ценными вещами.
Затем югославские и сербские силовики выдёргивали из колонн беженцев мужчин в возрасте от 14 до 60 лет. Двигавшиеся около полудня через Межу албанцы утверждали, что видели сотни мужчин, которых сербы держали под дулом автомата. Те, кто перемещался через деревню во второй половине дня, утверждали, что видели "большую груду тел", оценивая их число до трёхсот жертв. 

## Жертвы
После падения режима Слободана Милошевича стало известно, что тела жертв резни в Меже и Сува-Реке при содействии югославского Министерства внутренних дел перемещались на учебный полигон югославской Специальной антитеррористической группы, расположенный в Батайнице, пригороде Белграда, где были захоронены в братских могилах. В массовых захоронениях в Батайнице были обнаружены останки 287 жертв резни в Меже. 1 августа 2003 года 43 из них были возвращены и похоронены в Меже. 26 августа 2005 года тела ещё 21 албанца были отправлены в Косово и погребены в Меже. К марту 2008 года были идентифицированы останки 345 жертв резни в Меже, в то время как ещё 32 человека числились пропавшими без вести.